# Il Bardo
Il Bardo (in arabo باردو‎?, Bārdū) è una cittadina situata a qualche chilometro a ovest di Tunisi.
Facente parte del governatorato di Tunisi, essa costituisce un comune di 70 244 abitanti (nel 2004), di cui la cittadina vera e propria conta 22 240 abitanti.

## Storia

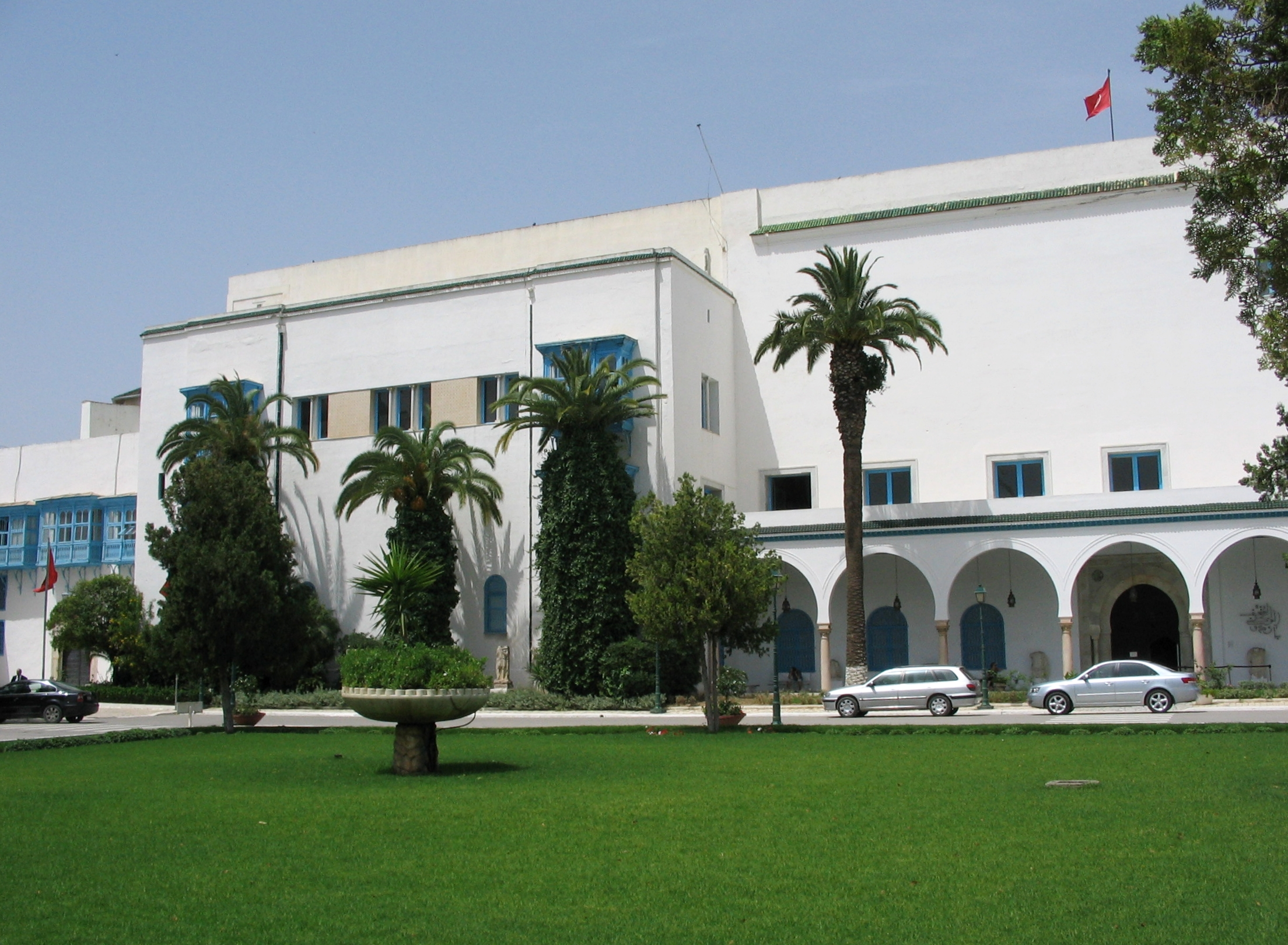
Il Museo nazionale del Bardo

Costruita dalla dinastia Hafside nel XV secolo, il nome Bardo deriva dalla parola spagnola "pardo", che indica un "giardino".
Il Bardo divenne residenza ufficiale della corte tunisina nel XVIII secolo con l'ascesa al potere della dinastia Husaynide, il Bardo si trasformò in un centro politico, intellettuale e religioso.
Nel 1881 venne firmato nel Palazzo Ksar Saïd il trattato del Bardo, che instaurò il protettorato della Francia sulla Tunisia, che durò fino al 20 marzo del 1956, quando la Repubblica di Tunisia riconquistò la propria indipendenza.
Nel 2015 è stato teatro dell'attentato al museo nazionale del Bardo.

## Edifici

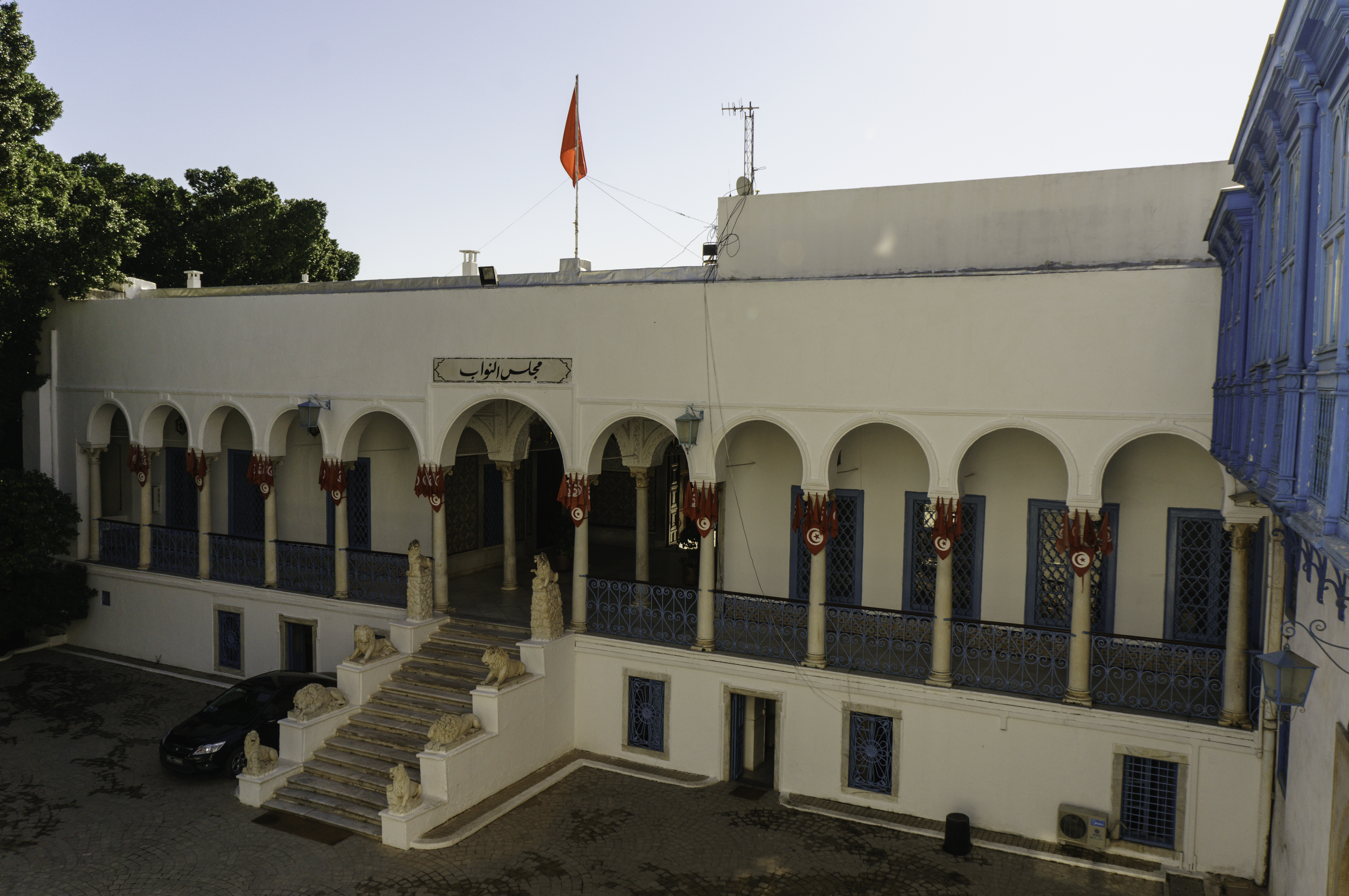
La facciata del parlamento tunisino (2014)

L'antica residenza beylicale, fondata nel XV secolo ospita oggi la sede dell'Assemblea dei rappresentanti del popolo (prima della Rivoluzione dei Gelsomini del 2011 il parlamento tunisino era bicamerale, essendo composto dalla Camera dei deputati e dalla Camera dei consiglieri), come pure il Museo nazionale del Bardo fondato nel 1882, celebre tra l'altro per la sua grande quantità di splendidi mosaici romani, appartenenti alle locali domus repubblicane e imperiali, molti dei quali di grandi dimensioni.